# 吴焕彧
吴焕彧，中华人民共和国政治人物。
1956年补选第一届全国人民代表大会代表。